# Simfonia núm. 2 (Walton)
La Simfonia núm. 2 de William Walton va ser escrita entre 1957 i 1960, i es va estrenar el 2 de setembre de 1960 per la Royal Liverpool Philharmonic Orchestra, dirigida per John Pritchard. Al principi, va rebre una acollida mixta: en un principi alguns crítics van pensar que la música de Walton estava passada de moda. Posteriorment s'ha revalorat i elogiat. L'obra va ser gravada per primera vegada per la Cleveland Orchestra, dirigida per George Szell. Posteriorment, ha estat gravada per directors de la Gran Bretanya, Estats Units i altres llocs.

## Origen i primeres actuacions
La Primera Simfonia de Walton, descrita per un crític com "una superproducció emocional", interpretada íntegrament per primera vegada el 1935, va ser una de les obres que l'havien marcat com un dels principals compositors britànics. A la dècada de 1950 la seva música es va mantenir popular entre el públic, però molts crítics la consideraven passada de moda. L'encàrrec d'una segona simfonia va arribar el 1956, quan la Societat Filharmònica de Liverpool el va convidar a compondre l'obra per commemorar el 750è aniversari, l'any següent, de la concessió de la primera carta d'incorporació a Liverpool, per part del rei Joan.
Walton no va poder començar a treballar en la peça immediatament, ocupant-se a escriure el seu Concert per a violoncel per a Gregor Piatigorsky. Un compositor lent, Walton va no complir el termini per a les celebracions de l'aniversari de 1957, i no va ser fins al novembre d'aquell any que va trobar que "les resplendors de la Simfonia comencen a moure's lleugerament". No va ser fins al gener de 1959 que va completar el primer moviment; el moviment mitjà i lent es va escriure durant el gener i el febrer de 1960 i el final es va completar al juliol. Les autoritats de la ciutat de Liverpool van acordar que, com que l'obra es va acabar massa tard per a l'aniversari, es podria estrenar al Festival d'Edimburg, sempre que la Royal Liverpool Philharmonic Orchestra fos qui la interpretés. El director en cap de l'orquestra, John Pritchard, va dirigir l'estrena a l'Usher Hall d'Edimburg el 2 de setembre de 1960. Les mateixes forces van fer l'estrena a Londres en un concert de la Royal Philharmonic Society al Royal Festival Hall el 23 de novembre de 1960.
George Szell i la Concertgebouw Orchestra van fer l'estrena continental europea a Amsterdam el 19 de novembre de 1960. El mateix Szell va dirigir l'estrena nord-americana de l'obra el 29 de desembre de 1960 amb la Cleveland Orchestra a Severance Hall, Cleveland, i l'estrena a Nova York el febrer de 1961. Uns mesos més tard Szell i la Cleveland Orchestra van fer el primer enregistrament. Walton va dedicar l'obra als intèrprets de la Clevelander i més tard també a la memòria de Szell. Leopold Stokowski va donar a l'obra una altra actuació continental primerenca a Viena el maig de 1961 mentre estava de gira amb l'⁣Orquestra Simfònica de Londres.

## Estructura
L'obra consta de tres moviments, amb una durada total de poc menys de mitja hora. Està escrita per a una gran orquestra simfònica que consta de tres flautes (tercer doblant flautí), tres oboès (tercer doblant corn anglès), tres clarinets (segon clarinet doblant en mi bemoll, tercer doblant clarinet baix), tres fagots (tercer doblant contrafagot), quatre trompes, tres trompetes, tres trombons, tuba, timbals, tambor militar, tambor, plats crash, plat d'accents, bombo, glockenspiel, vibràfon, xilòfon, pandereta, campana, piano, celesta, dues arpes i cordes.

### Primer moviment
El moviment d'obertura, marcat allegro molto, comença en 3/4 i deriva principalment del salt d'una setena major. El moviment és àmpliament en forma sonata tradicional, s'obre amb un tema enèrgic tocat sobre un fons de cordes i la celesta en sol menor. Un passatge de pont condueix al segon tema, un tema més suau i <i>grazioso</i>, seguit d'un passatge agitato descrit pel crític Frank Howes com "sorollós amb glissandi, percussió, llautó, i breus encaixades i tartamudes de les cordes". Una secció de desenvolupament condueix a una recapitulació en què el primer tema es comprimeix a la meitat de la seva forma original i el segon tema s'estén una mica més llarg que a la seva primera aparició. La coda comença en silenci amb un solo de trompa, el motiu inicial del qual es repeteix i el moviment acaba en silenci amb el que Howes anomena un acord de sol menor acidulat.

### Moviment lent
El segon moviment elegíac és en 4/4, marcat lento assai. El biògraf de Walton, Neil Tierney, el descriu com a "una xarxa gairebé contínua i ininterrompuda d'una escriptura cantilena sumptuosa", encara que comprèn una successió de temes, cadascun creixent del seu predecessor. El moviment acaba en ambigüitat harmònica, oscil·lant entre si major i si menor.

### Final
El tercer moviment està marcat <i>Passacaglia</i>⁣: Tema, Variacions, Fugato i Coda-Scherzando. S'obre amb la mètrica de 3/4 amb una seqüència de dotze notes, però Howes, Tierney i Michael Kennedy comenten que aquesta marca registrada Schoenberg no s'utilitza en un estil atonal o dodecafònic⁣; està fermament ancorat en sol menor i, segons Howes, s'assembla més a Britten que a qualsevol de la Segona Escola Vienesa. El tema, interpretat per l'orquestra completa a l'uníson, és seguit per deu variacions, la majoria breus, de diversos estats d'ànim, una fuga basada en el tema principal i un <i>scherzando</i> final a manera de coda, que condueix a una conclusió emfàtica amb repetits acords de sol major.

## Recepció crítica
Tal com Walton havia pronosticat, després de la recepció mixta del Concert per a violoncel, la secció de la premsa musical que afavoria les obres d'avantguarda va respondre tèbiament a la Simfonia. Peter Heyworth a The Observer va elogiar alguns aspectes de la simfonia: "des de gairebé tots els compassos hi salta un intens sentit del caràcter, compost d'aquell estrany assortiment d'alegria, ironia i una malenconia subjacent", però va considerar que l'obra no representava cap progrés real des de la música anterior de Walton.
Howes va escriure a The Times després de l'estrena que la Simfonia era l'única cosa per recordar d'un festival d'Edimburg que d'altra manera era immemorable:
Kennedy va escriure el 1989 que era fàcil entendre com i per què es va subestimar la Simfonia en la seva primera aparició: "Tothom esperava un altre èxit de taquilla emocional com en la Primera. En canvi, van escoltar una obra més lleugera, molt més curta, de tres moviments que podria haver estat més adequadament anomenada Sinfonietta". Kennedy compara Walton i Elgar com a simfonistes: tots dos van escriure dues simfonies, però les d'Elgar "es van construir a una escala i un pla emocional similars. Les de Walton no ho són i comparar-les una amb l'altra és un exercici inútil". Tant Howes com Kennedy escriuen que es necessiten diverses audiències per entendre la Simfonia i per comprendre el seu significat complet i les seves belleses.
Al Grove's Dictionary of Music and Musicians (2001), Byron Adams qualifica la Segona Simfonia com una de les millors obres de Walton, més refinada que la Primera: "és notable per la seva integració estilística, l'enginy del desenvolupament i el domini de l'orquestra. Encara que no és tan apassionada com la seva predecessora, la Segona està escrita amb més claredat i mostra una articulació formal més clara". En un estudi del 2002, Robert Matthew-Walker anomena la Segona Simfonia com "aquesta magnífica simfonia", remarcant el "sentit del vol de la música, en el viu color de clarobscur semblant al mar Mediterrani i en la partitura virtuosa per al vent fusta i les cordes agudes que sembla desafiar la gravetat musical".

## Enregistraments
| Orquestra                              | Director              | Any  | Durada |
| -------------------------------------- | --------------------- | ---- | ------ |
| Orquestra de Cleveland                 | George Szell          | 1962 | 26'57" |
| Orquestra Simfònica de Londres         | André Previn          | 1973 | 27'28" |
| Orquestra Simfònica de Londres         | Sir Charles Mackerras | 1989 | 28'23" |
| Orquestra Filharmònica de Londres      | Bryden Thomson        | 1989 | 29'29" |
| Reial Orquestra Filharmònica           | Vladimir Ashkenazy    | 1991 | 27'53" |
| Orquestra Simfònica de Bournemouth     | Andrew Litton         | 1994 | 28'05" |
| Orquestra Simfònica Escocesa de la BBC | Martyn Brabbins       | 1995 | 28'19" |
| Filharmònica del Nord anglesa          | Pau Daniel            | 1995 | 27'41" |

Font; William Walton Trust.